# اندیس آنومالی بیدمست
آنومالی بیدمست یک اندیس فلزی است که در حوالی شهر بیرجند استان خراسان قرار دارد و مادهٔ معدنی موجود در آن، طلا است.سنگ میزبان این اندیس توف، مارن توفی، پریدوتیت، لیسونیت، سرپانتینیت است  در این اندیس، پاراژنز‌های منیتیت، هماتیت، زیرکن، باریت، پیریت، کرومیت، روتیل، سیدریت، اسفن و اولیژیست یافت می‌شوند.